# 玻璃桥 (桂林)

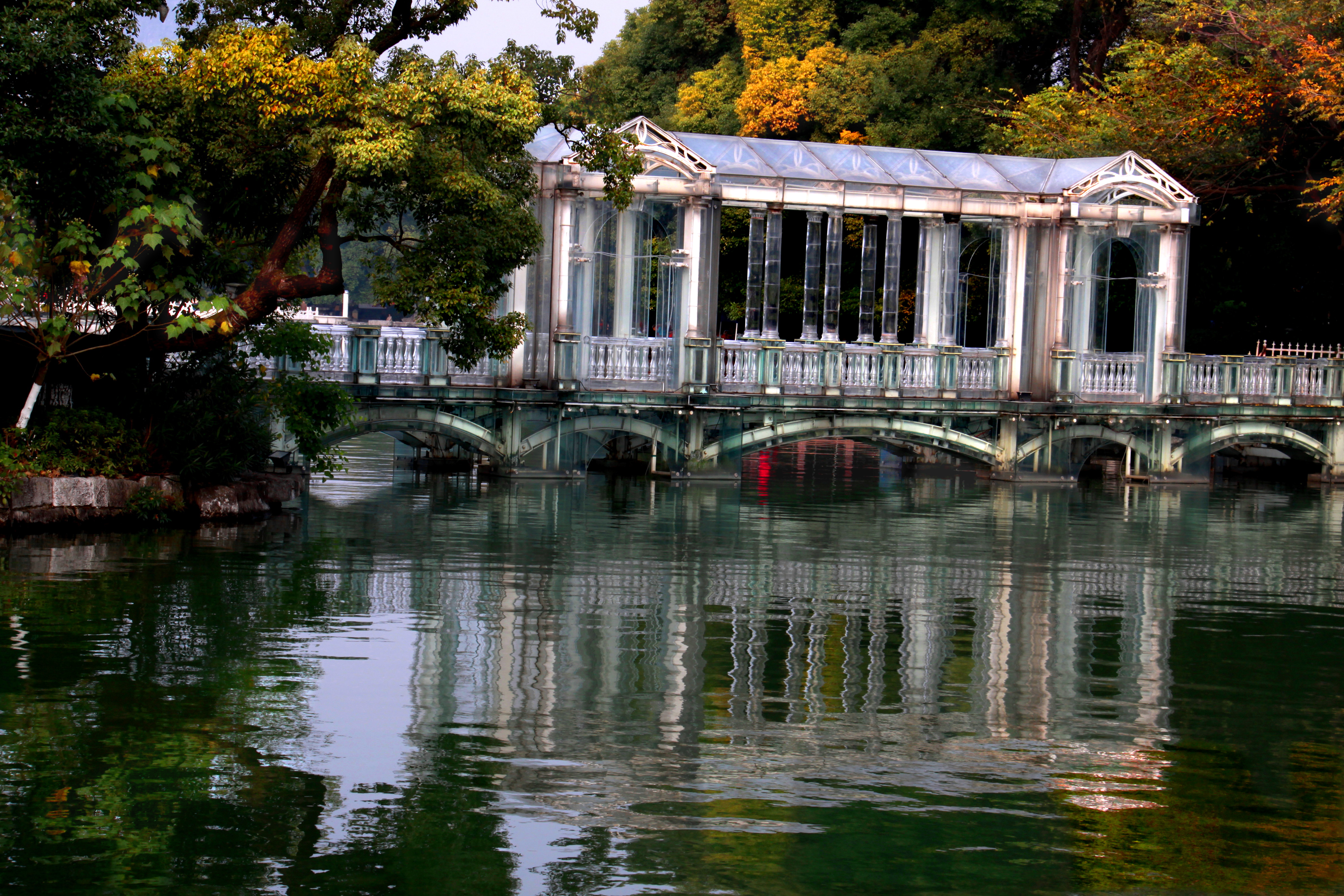
玻璃桥

玻璃桥（桂林）位于广西桂林市区内榕杉湖景区榕湖上，是中国第一座采用特种水晶玻璃承座体系的实用性桥梁，桥长22.4米，桥宽2.64米。

## 印象
桥平直，下有四孔，中段有互顶，整座桥都是由水晶玻璃制成。
白天，整座桥晶瑩剔透，和湖面倒影呼应，与周围的景致相衬托。晚上，灯光穿透整座桥，桥下是一片橘黄，桥上则采用梦幻般的色彩，加上湖面的彩色倒影，美輪美奐，是两江四湖景区一道亮丽景观。

## 历史
- 2001年6月工程动工。

## 意义
玻璃桥集中体现了现代玻璃的工艺水平。